# Rio de Lyckeby
O Rio de Lyckeby (em sueco: Lyckebyån) é um rio do Sul da Suécia. Nasce na Småland, atravessa Blekinge, e deságua no Mar Báltico, perto de Karlskrona. Tem uma extensão de 90 km.